# もう一度 (Tani Yuukiの曲)
「もう一度」（もういちど）は、日本のシンガーソングライター・Tani Yuukiの楽曲。11作目のデジタルシングルとして2022年9月21日に各音楽配信サービスにてリリースされた。

## 背景とリリース
- リリース
  - 「もう一度」は2021年5月にTikTok上に先行してサビのみの歌唱動画が投稿され、ライブやSNSでのみ披露されていた[4]。
  - 2022年9月13日放送のJ-WAVE （81.3FM）『SONAR MUSIC』にてフルサイズが初オンエアされた[4]。
  - リリースから約3週間後のCDTVライブ！ライブ！にてフル尺テレビ初披露された。
- 背景
  - 作成
    - 本楽曲はコロナ禍が始まった頃に作成された。自身の大ヒット曲「W/X/Y」に似ていると言われることがあるが、本楽曲が先に作成されている[5]。

  - 楽曲に込められた想い
    - 当時はコロナウイルスの感染対策により共同作業などがあまりできなかった。そのような時期の会いたい人に会えないとか、支えを失ってしまったみたいなことが書かれている[5]。
    - Tani Yuukiは
「ここ数年で世の中の空気も一変してしまいましたが、もう一度、一緒に手を取り合ってともに進んでいこう、というメッセージを込めた力強い楽曲になっていますので、是非聴いてください！」
とコメントを残している[4]。

## チャート成績
Billboard JAPANが発表した2022年の年間総合チャート（Hot 100）では週間10位にランクイン。2023年年間では66位となった。
2023年2月16日公開チャートではストリーミング1億回再生を突破。「Myra」「W/X/Y」に次ぎ自身3曲目の1億超となった。
また、現在では2億回を突破している。

### 認定と売上
|                                | 認定 (RIAJ) | 売上/再生回数      |
| ------------------------------ | ----------- | ------------------ |
| ストリーミング                 | 未公表      | 200,000,000 回再生 |
| *認定のみに基づく売上/再生回数 |             |                    |